# Charles Faller
Charles Faller, né le 9 juin 1891 à Genève et mort le 23 septembre 1956 à La Chaux-de-Fonds, est un musicien neuchâtelois, organiste, chef de chœur, chef d'orchestre, compositeur et directeur de conservatoire.

## Biographie
Charles Faller accomplit ses études au Conservatoire de Genève, auprès de maîtres aussi prestigieux qu'Émile Jaques-Dalcroze pour la rythmique et Otto Barblan pour l'orgue, et y reçoit, outre son diplôme, le Prix Diodali d'improvisation ainsi qu'un prix de virtuosité. Il parfait ensuite ses connaissances à Paris, avant de revenir dans la région genevoise. 
Charles Faller devient très jeune organiste titulaire à Versoix, où il officie entre 1906 et 1912, avant de partir exercer ses talents à Lyon. Il y rencontre son épouse, la cantatrice Caro Mathil avant de fuir la guerre en 1914. Il revient alors en Suisse et s'installe au Locle, où il est nommé organiste et directeur du chœur de l'église paroissiale. Il s'inscrit ensuite durablement dans le paysage musical neuchâtelois. 
En 1922, Charles Faller est nommé directeur de la Société chorale de La Chaux-de-Fonds. Puis, en 1924, il devient professeur au Collège musical de La Chaux-de-Fonds, avant de fonder, en 1927, l'école de musique de cette même ville, qui deviendra le Conservatoire en 1931. Il y dirige également la Chorale de la Pensée de 1920 à 1929, et l'Orchestre symphonique de l'Odéon de 1922 à 1955. Il participe enfin, et jusqu'à la fin de son existence, à la rénovation des orgues du temple du Locle. 
Son activité dans le canton de Vaud commence en 1929, lorsqu'il remporte le concours pour remplacer Albert Harnisch aux orgues de la cathédrale de Lausanne. Il accepte le poste à l'unique condition que l'instrument soit rénové, ce qu'il obtient. Sans abandonner ses activités neuchâteloises, il participe pleinement à la vie musicale de la capitale lémanique, en créant notamment la Société des concerts de la cathédrale. Il fonde également en 1934 le Chœur Faller, chœur d'oratorio destiné à accompagner les orchestres romands lors de l'interprétation des œuvres majeures du répertoire choral. Membre de la commission des programmes de la Société romande de radio-diffusion, Charles Faller y milite avec conviction en faveur d'une décentralisation des tentatives artistiques, au bénéfice des régions placées en dehors du mouvement musical traditionnel. 
Charles Faller décède subitement, en 1956, à La Chaux-de-Fonds, d'un mal persistant, moins d'une année après une rénovation des orgues de la cathédrale de Lausanne qu'il avait attendue depuis sa nomination. Malgré une santé défaillante, il a tenu son rôle d'organiste tout en dirigeant le Chœur Faller et le Conservatoire de La Chaux-de-Fonds jusqu'à son décès. Ses trois enfants sont tous musiciens : Élise Ditisheim-Faller est pianiste et claveciniste, Andrée Courvoisier-Faller est violoncelliste et Robert Faller corniste.

## Sources
- « Charles Faller », sur la base de données des personnalités vaudoises sur la plateforme « Patrinum » de la Bibliothèque cantonale et universitaire de Lausanne.
- Dictionnaire des musiciens suisses Zurich, Atlantis Verlag, p. 113
- "la méthode intuitive", Feuille d'avis de Lausanne, 1909/04/29
- Feuille d'avis de Lausanne, 1929/06/22
- "Charles Faller", Feuille d'avis de Lausanne, 1956/09/24
- Jaton, Henri, "Organiste de la cathédrale de Lausanne, Charles Faller n'est plus", Tribune de Lausanne, 1956/09/24.